# Avosano
Die Avosano AG mit Sitz in Romanshorn ist ein in der Gesundheitslogistik tätiger Schweizer Medikamentengrossist. Am 1. Januar 2025 fusionierte die Unternehmen «Amedis-UE AG» und «Voigt AG» zur Avosano AG. Diese beliefert primär Apotheken und Drogerien mit Medikamenten und Gesundheitsprodukten. Die Avosano AG besitzt je eine Zweigniederlassungen in Niederbipp und Unterentfelden.

## Einzelnachweis
1. ↑  Zentraler Firmenindex Avosano AG. Abgerufen am 11. Mai 2025.